# Dalmiro Sáenz
Pour les articles homonymes, voir Sáenz.
Œuvres principales
- Setenta veces siete 1956
- Treinta, treinta 1963
- Hip, hip, ¡ufa! 1966
- Yo también fui un espermatozoide 1968
- ¿Quién, yo? 1969
- El Argentinazo 1983
- Cristo de pie 1988

Dalmiro Antonio Sáenz (Buenos Aires, 1926 - ibidem, 2016) était un romancier, nouvelliste, dramaturge, essayiste, journaliste et scénariste argentin.
Dalmiro Sáenz vécut d’abord pendant près de 15 ans en Patagonie, où il situera d’ailleurs l’action de ses premiers récits, puis se mit à écrire des romans, et plus tard des pièces de théâtre et des scénarios de films basés sur ses propres œuvres. Il publia ainsi plus d’une quarantaine de titres, — recueils de nouvelles, romans, pièces de théâtre, dramatiques de télévision, scénarios de films, histoires comiques et essais —, dont nombre furent portées à l’écran ou adaptées pour le théâtre. Si sa forme littéraire de prédilection fut le court récit, il s’essaya à de nombreux genres et aborda un ample éventail de sujets et de thèmes, notamment la violence, le sexe, la morale, l’absurde, les classes dirigeantes et l’histoire de l’Argentine.
Persécuté sous la dictature militaire dans les années 1970 et 1980, il fut contraint de quitter l’Argentine et de s’exiler en Uruguay. De façon générale, il se montra très critique sur le terrain politique (en particulier sur la politique argentine), de même que vis-à-vis des croyances religieuses. Son style se caractérise par une implacable causticité assortie d’une cocasserie poussée parfois jusqu’à l’absurde. Sa notoriété dérivait pour une large part de son penchant pour des déclarations publiques controversées sur la sexualité et la religion, déclarations s’inscrivant pour la plupart dans son incessante remise en question des principes moraux et culturels de la tradition judéo-chrétienne.
Auteur prolifique, provocateur invétéré, il écrivit plusieurs succès de librairie, et ses pièces de théâtre prennent rang parmi les plus représentées en Argentine.

## Vie et œuvre
Né à Buenos Aires en 1926, Dalmiro Antonio Sáenz se voua de bonne heure à l’activité littéraire, publiant à l’âge de 30 ans, au lendemain d’un voyage en bateau sur plusieurs saisons à travers la Patagonie (région où il allait s’installer pendant près de 15 années et où se situe l’action de ses premiers récits), le recueil de nouvelles Setenta veces siete (littér. Soixante-dix fois sept), qui lui valut le prestigieux prix de la maison d’édition Emecé et devint un succès public. Ces premiers récits traduisaient une vision violente et sexualisée, tout en soulevant une série de questions morales relativement à la religion, autant d’éléments qui allaient constituer la marque de fabrique des écrits de Sáenz pendant plusieurs années (les critiques s’accordent à signaler qu’un axe religieux traverse toujours l’œuvre de l’auteur, souvent par le biais d’un des personnages mis en scène, ou de façon plus centrale, comme dans Cristo de Pie, où la religion de l’establishment est mise en contrepoint de sa propre religiosité, évoquée par le dialogue individuel que le personnage entretient avec Dieu). Quelques années plus tard, il prêtera son concours à l’adaptation au cinéma de Setenta veces siete, dont deux des nouvelles fourniront en effet l’intrigue du film homonyme réalisé par Leopoldo Torre Nilson en 1962.
Après ce début en littérature, Sáenz remporta en 1963 le prix du magazine Life (dans sa version espagnole) avec son recueil de nouvelles No. Cette même année 1963, il gagna le prix de la Société générale des auteurs d’Argentine avec Treinta, treinta, récit dans la veine des western nord-américains, mais transposé en Patagonie.
L’année suivante, en 1965, il fit paraître à la maison d’édition Emecé El pecado necesario (littér. le Péché nécessaire), roman dont ensuite il tira un scénario en vue d’une version filmée, réintitulée Nadie oyó gritar a Cecilio Fuentes (littér. Personne n’entendit crier Ceclio Fuentes) et mise en scène par Fernando Siro, qui fut récompensée en 1965 d’une Coquille d’argent au Festival international du film de Saint-Sébastien en Espagne.
S’étant entre-temps essayé à l’écriture théâtrale, il remporta en 1966 le prix Casa de las Américas à la Havane (Cuba) avec la pièce ¡Hip… Hip… Ufa!, publié par la suite chez Emecé, puis adapté par l’auteur pour le cinéma sous le titre Ufa con el sexo et mis en scène par Rodolfo Kuhn en 1972, et enfin réadapté pour les planches en collaboration avec Pablo Silva, travail à l’origine de la pièce de théâtre Sexo, mentiras y dinero (littér. Sexe, mensonges et argent), jouée à Buenos Aires en 2002 et 2003.
Selon ses propres dires, Sáenz avait coutume de prendre entre un livre et le suivant des « vacances littéraires », écrivant alors de petits livres d’humour, qui remportaient un franc succès et parmi lesquels il convient de citer en particulier Yo también fui un espermatozoide (littér. Moi aussi j’ai été un spermatozoïde), qui parut à la maison d’édition Torres Agüero.
Après avoir pratiqué la boxe pendant longtemps, il fut adepte, tout au long de la décennie 1960, du karaté do, qu’enseignait alors le professeur Hideo Tsuchiya, diplômé de la faculté de Philosophie et Lettres de l’université de Tokyo et introducteur de cette discipline en Argentine ; jusqu’à son retour au Japon en 1970, Hideo Tsuchiya réunissait autour de lui certain noyau d’intellectuels de renom, choisis parmi ses disciples, qui se penchaient sur des questions philosophiques, en plus d’explorer l’histoire et d’approfondir le sens de l’art martial qu’ils cultivaient. C’est au sein de ce groupe que Dalmiro Sáenz entra en relation avec le neurobiologiste Mario Crocco et le criminologue Osvaldo Raffo. Le premier cité, s’il applaudit Yo también fui un espermatozoide, fit cependant toucher du doigt « le côté inhumoristique de son dédain envers l’élément relationnel dans la constitution de la liaison psychophysique » ou du lien de chaque psychisme avec son propre corps, et mit en lumière dans un article intitulé ¡Pero mi alma no hubiera podido eclosionar en un espermatozoide! (littér. Mais mon âme n’aurait pas pu éclore dans un spermatozoïde !) ce qui lui apparaissait comme un grave défaut conceptuel dans cette idée, qui au premier abord pouvait être jugée comique. En juillet 1966, Sáenz publia, dans le premier numéro de la défunte revue Adán, un dialogue avec le professeur Hideo Tsuchiya où il s’attacha à consigner quelques-unes des réflexions philosophiques écloses au sein de ce noyau de karatékas. Vers cette même époque, les trois amis avaient accoutumé, après les pratiques quotidiennes, de développer plus avant leurs analyses dans cette institution traditionnelle portègne qu’est l’Ateneo de la Juventud, salle de spectacle rue Riobamba.
Ensuite, ayant entrepris une exploration intime et approfondie de l’univers féminin, Sáenz en donna une vision originale et surprenante dans son ouvrage Carta Abierta a mi futura exmujer (littér. Lettre ouverte à ma future ex-femme), qui, paru chez Emecé en 1968, devint promptement un succès de librairie et fut plusieurs fois réédité, jusqu’à sa dernière version de 1999. La critique reconnut que Sáenz sut capter l’essence de la sensibilité féminine, en soulignant que l’auteur traite ses personnages féminins avec une tendresse particulière.
Son œuvre suivante, la pièce de théâtre ¿Quién, yo? (littér. Qui, moi ?), publiée en 1969 et rééditée par les éditions Gárgola en 2004, fut représentée presque sans interruption depuis sa publication, faisant figure ainsi de classique de l’absurde sur la scène théâtrale argentine. Il fut également actif comme scénariste de cinéma, écrivant plusieurs films, entre autres pour le compte de l’acteur comique Luis Sandrini, en vue du film Kuma-ching, réalisé par Daniel Tinayre.
Après l’instauration de la dictature militaire en 1976, Sáenz, objet de menaces de mort, dut quitter le pays pour l’exil, finissant par s’installer, à l’issue de quelques pérégrinations, à Punta del Este, en Uruguay. Il cessera d’écrire durant toute cette période,.
Il reprit son activité littéraire en 1983, avec le roman historique El Argentinazo, qui lui permit d’exorciser certaines de ses expériences avec la dictature militaire et lui valut d’obtenir le Ruban d’honneur (Faja de Honor) décerné par la Société argentine des écrivains (Sociedad Argentina de Escritores) ; l’auteur adaptera ensuite le roman pour le théâtre, aidé en cela par Francisco Javier, qui en assurera la mise en scène avec sa troupe Los Volatineros, au Théâtre national  Cervantes de Buenos Aires en 1985. D’autre part, il renoua avec l’intrigue policière, dont il avait déjà tâté dans ses nouvelles, et écrivit Sobre sus párpados abiertos caminaba una mosca (littér. Sur ses paupières ouvertes cheminait une mouche), — récit de 1986, qui fera lui aussi l’objet d’une version théâtrale, rédigée par Sáenz lui-même et intitulée Las boludas (littér. les Gourdes), pour être également ensuite porté à l’écran —, puis encore El sátiro de la carcajada (littér. le Satyre de l’esclaffade), basé sur des faits réels.
Dans les années 1990, il s’appliqua à étudier, en association avec le Dr Alberto Cormillot, les manuscrits de la mer Morte et la figure de Jésus de Nazareth. Les voyages que les deux hommes firent en Israël, en Égypte et à New York, et les entretiens qu’ils eurent avec des personnalités liées à leur sujet de recherche, aboutirent à la publication du livre Cristo de pie chez l’éditeur Planeta en 1995 et 1998.
Sáenz continua dans le genre historique en exposant sa vision particulière, humaine, érotique et poétique, sur les caudillos argentins, avec ses romans La Patria equivocada (chez l’éditeur Planeta, 1991), Malón blanco (littér. Razzia blanche, chez Emecé 1995) et Mis olvidos (O lo que no dijo el General Paz en sus memorias) (littér. Mes oublis, ou ce que n’a pas dit le général Paz dans ses mémoires, de 1998, chez Sudamericana). Puis vinrent Cómo ser escritor (littér. Comment être écrivain, 2004), où il expose les recettes qu’il mit en œuvre pour écrire ses meilleurs récits, et le roman Pastor de murciélagos (littér. Berger de chauves-souris, éd. Gárgola, 2005).
Beaucoup de ses œuvres ont été traduites, et ses nouvelles ont été reprises dans différentes compilations, dont Latin Blood — The best crimes and detective stories of South America de Donald Yates (traducteur de Borges) aux éd. Herder and Herder, New York 1972, et Los mejores relatos patagónicos de María Correas et Cristian Aliaga (chez Ameghino, Buenos Aires 1988), entre autres.
Il vivait à Buenos Aires, où il écrivait tout en dirigeant un atelier littéraire, et où il était invité à faire part de ses réflexions dans diverses émissions de radio culturelles, et où il rédigeait aussi des articles en pigiste pour de grands journaux et revues.
Sáenz déclara un jour :

« Je ne me suis jamais senti un écrivain, je me sens un homme qui écrit. Je me vois comme fort différent des écrivains normaux ; je crois que l’art tire sa subsistance de l’injustice et de la protestation. Je pense que l’écrivain est un traître à son monde et à son époque ; l’écrivain est quelqu’un qui trahit sa famille, ses amis, se plaint à propos de tout et dénonce tout ce qu’il voit, c’est un franc-tireur du non-conformisme. Dans un monde heureux, il n’y aurait pas d’écrivains. »

## Récompenses
- 1956 : Prix de l’éditeur Emecé pour le recueil de nouvelles Setenta veces siete.
- 1963 : Prix de la revue Life en espagnol, pour le recueil de nouvelles No.
- 1963 : Prix de la Société générale des auteurs d’Argentine (Argentores) pour le récit Treinta, treinta.
- 1967 : Prix Casa de las Américas pour sa pièce de théâtre ¡Hip... Hip... Ufa!.
- 1983 : Faja de Honor de la Société argentine des écrivains (SADE).

## Œuvres de Dalmiro Sáenz
- 1956 : Setenta veces siete (récits).
- 1960 : No (récits).
- 1963 : Treinta, treinta (récits). Le récit éponyme a été adapté au théâtre
- 1964 : El pecado necesario (roman).
- 1965 : Nadie oyó gritar a Cecilio Fuentes (adaptation cinématographique de El pecado necesario).
- 1966 : Hip, hip, ¡ufa! (théâtre).
- 1968 : Yo también fui un espermatozoide (humour).
- 1968 : Carta abierta a mi futura ex mujer (essai). Adapté à la scène par Pablo Silva
- 1969 : ¿Quién, yo? (théâtre).
- 1969 : Kuma Ching (avec Daniel Tinayre ; scénario).
- 1972 : Acordate de olvidar (roman).
- 1979 : Esto es cultura, animal
- 1983 : El Argentinazo (roman historique). Adapté au théâtre par l’auteur.
- 1983 : Cuentos para niños pornográficos (humour).
- 1985 : El día en que mataron a Alfonsín (avec Sergio Joselovsky ; roman de politique-fiction).
- 1986 : Sobre sus párpados abiertos caminaba una mosca (roman policier).
- 1986 : Un vagabundo llamado Dalmiro (textes journalistiques).
- 1987 : El día en que mataron a Cafiero (roman).
- 1987 : Ese (récits).
- 1987 : Las boludas (théâtre).
- 1988 : Cristo de pie (avec Alberto Cormillot ; roman).
- 1991 : La patria equivocada (roman historique).
- 1992 : Tómame (théâtre ; porté à l’écran par Emilio Vieyra)
- 1993 : Las boludas (avec Víctor Dínenzon, scénario).
- 1994 : El sátiro de la carcajada (roman policier).
- 1994 : Los bebedores de agua (roman).
- 1994 : San La Muerte (avec Sergio Joselovsky).
- 1995 : Malón blanco (roman historique).
- 1996 : La mujer del vientre de oro (roman).
- 1996 : Mujer ganadora (avec Doris Suchecki ; essai).
- 1998 : Mis olvidos (o lo que no dijo el General Paz en sus memorias) (roman historique).
- 1998 : Isabel: la razón de su vida (avec Pilar Manzanares ; roman historique).
- 1999 : Carta corregida a mi futura ex mujer (essai).
- 2001 : Yo te odio, político (essai).
- 2001 : 30/30 (avec Alexis Puig; scénario de la version télévisuelle).
- 2002 : Sexo, mentiras y dinero (avec Pablo Silva).
- 2002 : El depredador - Ptolomeo II de Egipto (avec Laura Elizalde).
- 2004 : Cómo ser escritor (essai).
- 2004 : El equilibrista (scénario du film d’Emma Padilla).
- 2005 : Pastor de murciélagos (roman).

## Filmographie
Comme interprète
- 1975 : Los hijos de Fierro (voix off)
- 1984 : Evita (quien quiera oír que oiga)
- 2005 : Plástico cruel : le père de Linda Morris
- 2007 : 1973, un grito del corazón
- 2008 : Ningún amor es perfecto

Comme scénariste
- 1962 : Propiedad
- 1962 : Soixante-dix fois sept
- 1963 : Racconto (inédit)
- 1965 : Nadie oyó gritar a Cecilio Fuentes
- 1969 : Kuma Ching
- 1974 : Intimidades de una cualquiera
- 1985 : Ana, ¿dónde estás?
- 1993 : Las boludas

Comme auteur
- 1962 : Propiedad
- 1962 : Setenta veces siete
- 1964 : Mujeres perdidas
- 1965 : Nadie oyó gritar a Cecilio Fuentes
- 1968 : Ufa con el sexo
- 1992 : Tómame
- 1993 : Las boludas
- 2010 : La patria equivocada

Comme auteur de l’argument
- 1963 : Racconto (inédit)

## Télévision
- 2000 : ABL (émission de télévision)
- 2001 : 30/30 (téléfilm)